# 25-ös számú Országos Kéktúra szakasz
A 25-ös számú Országos Kéktúra szakasz 65 km hosszúságú, a Csereháton halad át Bódvaszilas és Boldogkőváralja között.
| jelzés | azonosító | útvonal | hossz km | infók                           |
| ------ | --------- | --- | -------- | ------------------------------- |
|        | OKT-251   | Bódvaszilas vá. - Esztramos-hegyi bánya - Rákóczi-barlang - Bódva hídja - Bódvarákó                                                                                                | 3,4      |                                 |
|        | OKT-252   | Bódvarákó - Kis-hegy - Farkas-kút - Barakonyi-tető - Hármashatár - Slokk-tető Szentandrási-oldal - Tornabarakony                                                                   | 6,7 (?)  | a szakasz 2015-ben megváltozott |
|        | OKT-253   | Tornabarakony - Kápolna - Barakonyi-hegy - Szalonnás-bérc - Rakacaszend | 4,2      |                                 |
|        | OKT-254   | Rakacaszend - Kopasz-hegy - Szikszói-dűlő - Szikszói út - Kecske-pad - Irotai-völgy - Irota - Vesszős-oldal - Cigány-hegy - Vinyicska - Grajcár-tető - Csicsiri-domb - Felsővadász | 16,9     |                                 |
|        | OKT-255   | Felsővadász - műemlék görögkatolikus templom - Alsó-palánt - Nyésta - Szőlő-hegy - Abaújszolnok                                                                                    | 5,6      |                                 |
|        | OKT-256   | Abaújszolnok - Meleg-oldal - Vagyos - Kalmi-tető - Ilkaháza, volt turistaház - Baktakék                                                                                            | 5,1      |                                 |
|        | OKT-257   | Baktakék - Templom-oldal - Tóbiás-tanya - Sűrű-erdő - Hegymegi-szőlő - Fancsal | 4,5      |                                 |
|        | OKT-258   | Fancsal - Betti-kút - Devecseri-patak - Abaújdevecser - Csoma-kúria - Encs - Forró-Encs vá. - Gibárt                                                                               | 9,3      |                                 |
|        | OKT-259   | Gibárt - Felső-dűlő - Aba-hegy - Abadűlő - Hernádcéce - Boldogkőváralja vm. - Boldogkőváralja                                                                                      | 9,2      |                                 |

OKT = Országos Kéktúra

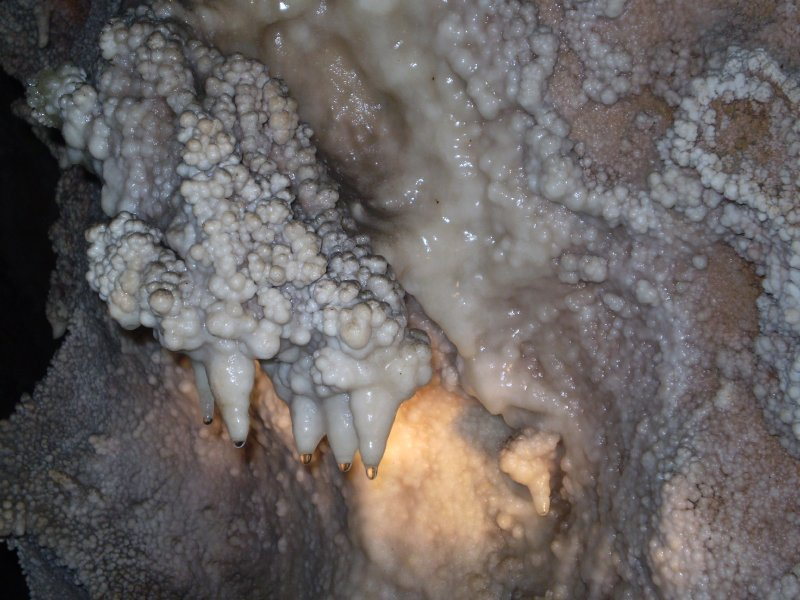
Rákóczi-barlang
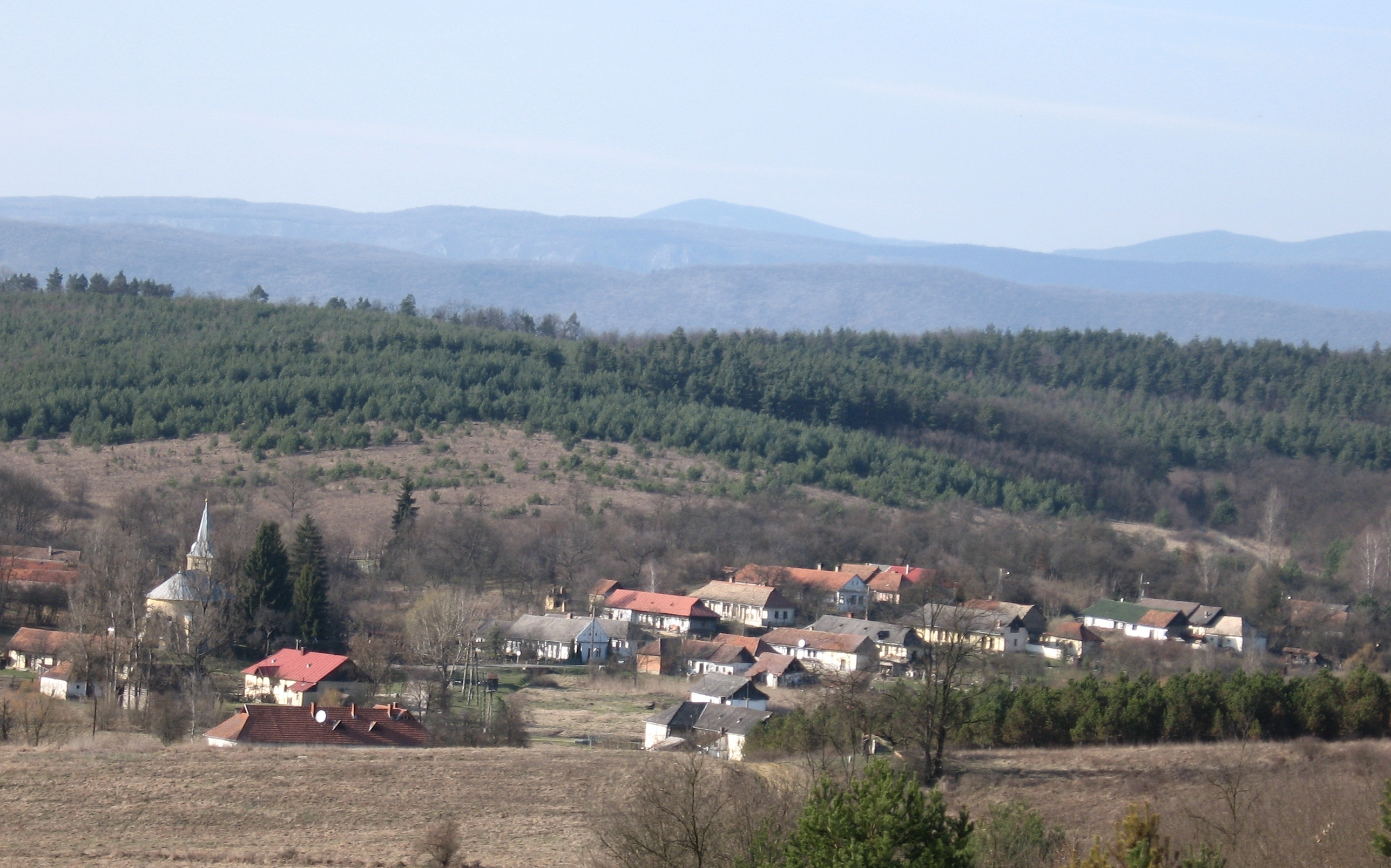
Tornabarakony
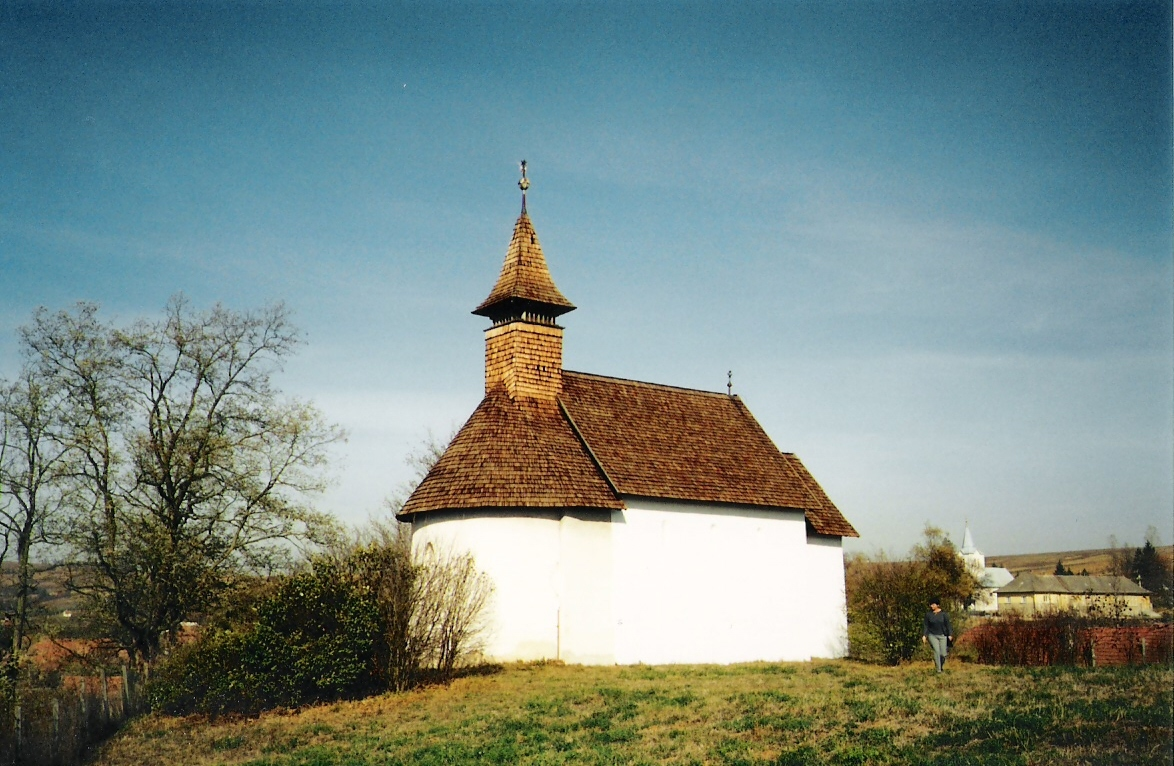
Rakacaszendi református templom
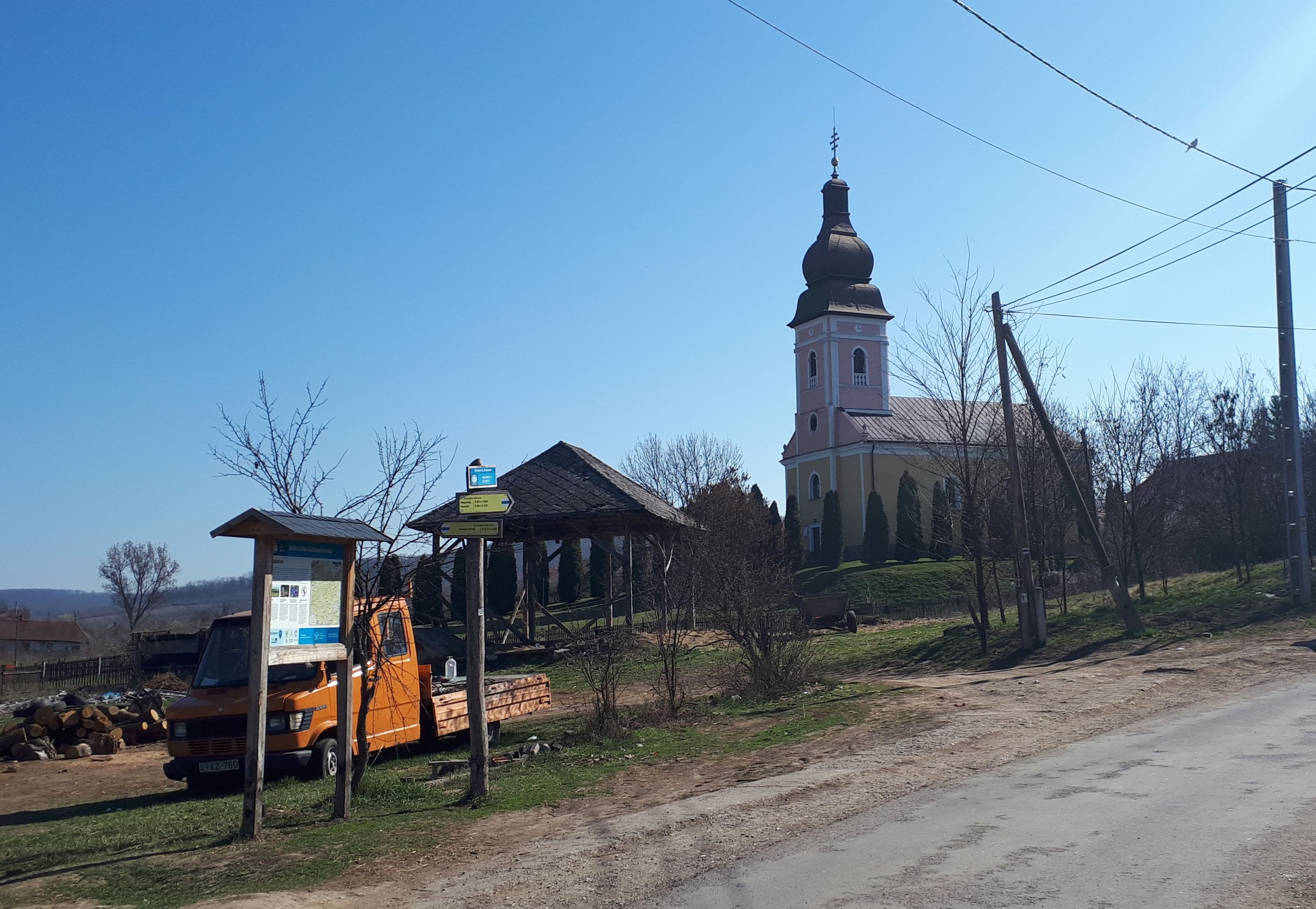
Országos Kékkör tábla és sárga iránytáblák Baktakék temploma alatt
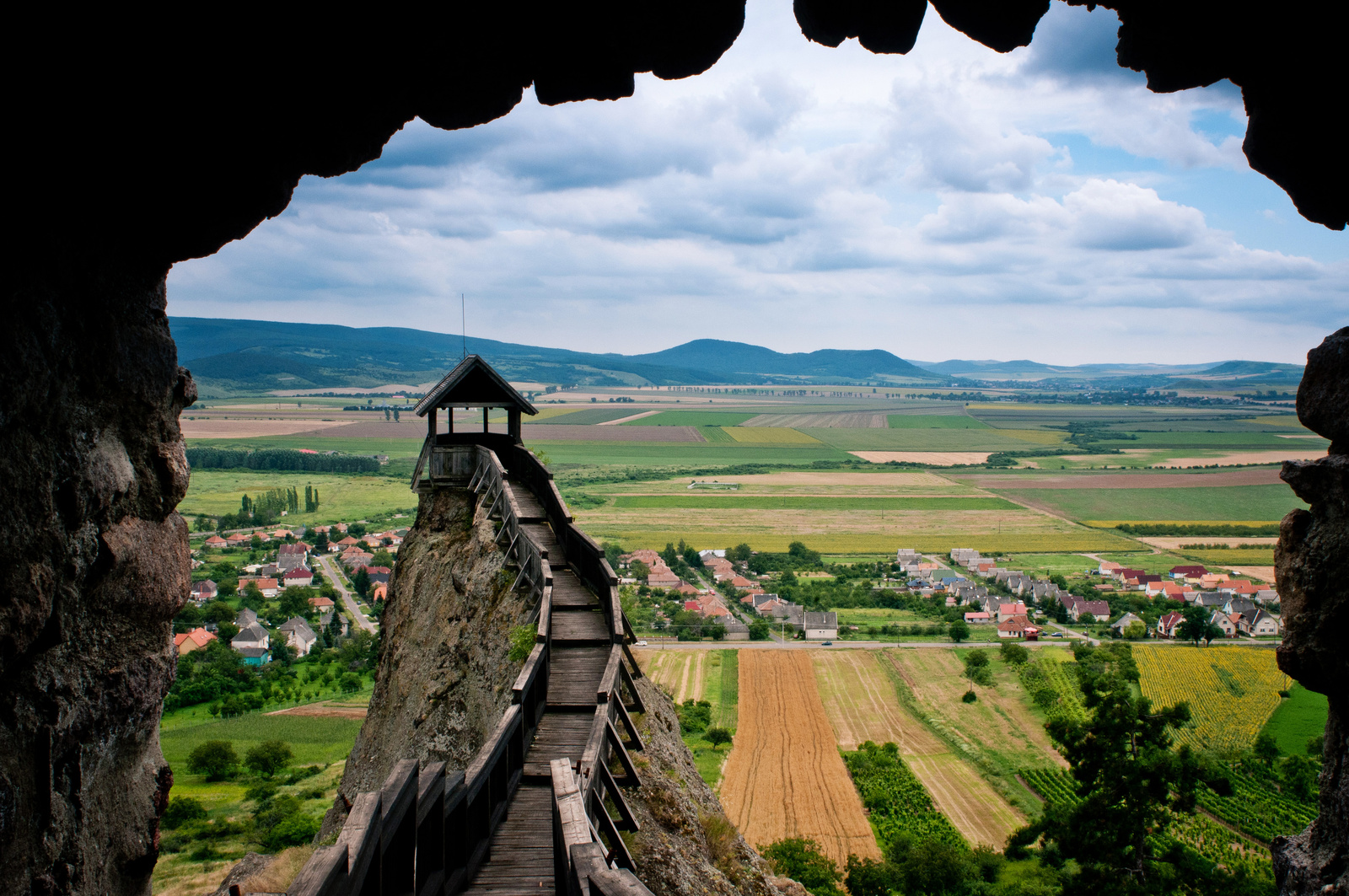
Boldogkőváralja a várból